# Llet de Lluna

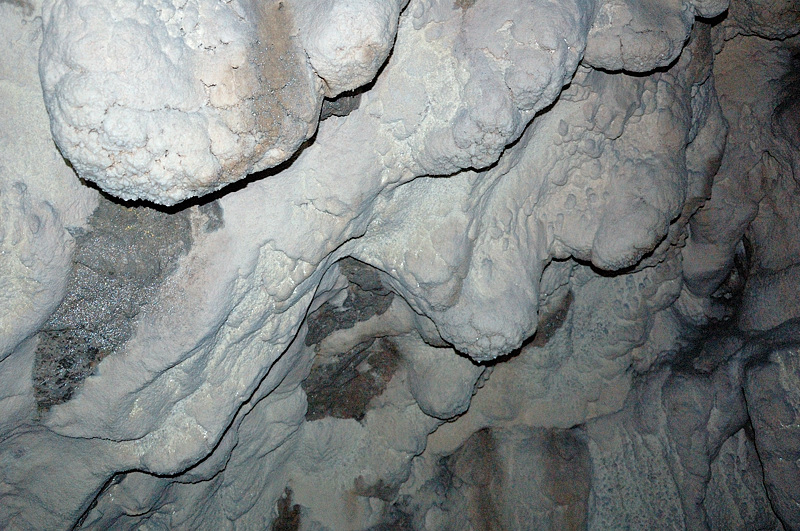
Llet de Lluna a les parets d'una cova

Una llet de Lluna, o moonmilk, és un espeleotema format per agregats microcistal·lins de carbonats hidrosolubles a les coves càrstiques que recobreixen els sòls, parets i altres espeleotemes. La composició és molt variable, té aspecte polsós quan està sec i plàstic humit; habitualment és de color blanquinós.
L'origen del moonmilk és discutit i s'han proposat diverses hipòtesis: podria originar-se per descomposició d'altres espeleotemes quan les condicions ambientals de la cova canvien de forma dramàtica; podrien ser producte del cicle de vida d'alguns bacteris i fongs, si bé no serien un factor determinant; i la hipòtesi més acceptada suposa que es formen per precipitació directa dels carbonats dissolts en l'aigua, especialment si són riques en magnesi.
La llet de Lluna era coneguda en el segle xvi, i es descobrí a la cova Höhle Mondmilchloch (Cova de la Llet de Lluna), al sud del pic Pilatus, a Suïssa. Fou emprada pel tractament d'úlceres de la pell i de distintes "febres"; com antidiarreic; i com a cosmètic durant els tres segles posteriors.